# A Era das Máquinas Espirituais
A Era das Máquina Espirituais (The Age of Spiritual Machines, título original em inglês) é um livro de não-ficção escrito pelo inventor e futurista Raymond Kurzweil. Escrito em 1998, foi publicado em 1 de Janeiro de 1999, pela Viking Press (ISBN 0-670-88217-8) e recebeu sua versão brasileira em 2007 pela Editora Aleph (ISBN 978-85-7657-033-2). Nele, o autor apresenta a lei dos retornos acelerados e sua visão de como a tecnologia evolui no passado e continuará a evoluir no século XXI.
Também conhecido como CyberNostradamus, Kurzweil foi chamado de "o gênio incansável" pelo The Wall Street Journal, e de "A máquina de pensar definitiva" pela Forbes. Apontado pela PBS como um dos dezasseis "Revolucionários que Construiram a América", Ray é tido como um dos principais inventores do mundo, pensador, futurista e possui um histórico de três décadas de previsões acertadas.
Segundo Kurzweil, desde o início da evolução, formas de vida mais complexas foram evoluindo exponencialmente mais rápido, com intervalos mais curtos entre o surgimento de novas formas de vida  que têm a capacidade de engenheiro 'fabricar', uma nova característica que substitui relativamente cegos mecanismos evolutivos da seleção para a eficiência. Por extensão, a taxa de progresso técnico entre os seres humanos também foi aumentando exponencialmente, à medida que descobrimos maneiras mais eficazes de fazer as coisas, nós também descobrimos formas mais eficazes de aprender, o que por sua vez impulsiona ainda mais o progresso técnico. Este é o cerne da Lei dos retornos acelerados, exemplificada várias vezes no decorrer da obra,  que diz que eventos chave tendem a ocorrer com maior frequência com e o passar do tempo e a consequente evolução tecnológica.
Kurzweil, acredita que com o crescimento exponencial da capacidade computacional, avanços na inteligência artificial, redes neurais, algoritmos genéticos, computadores  terão capacidade computacional equivalente a todos os seres humanos somados até 2049. Suas predições, apesar de chocantes, são relativamente bem recebidas devido a riqueza de sua pesquisa e clareza na exposição dos desafios a serem vencidos para se alcançar. Outro ponto relevante é o nível de acerto das predições feitas até ao momento.

## Visão Geral

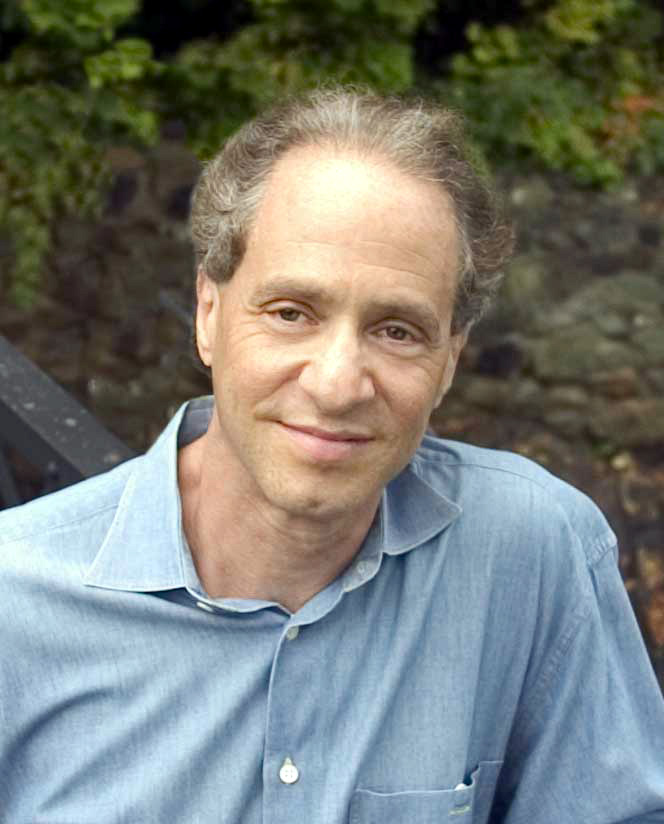
Ray Kurzweil

Raymond Kurzweil é um inventor, empresário e futurista. Sua capacidade de alinhar conhecimento tecnológico com senso crítico o permitiu ser pioneiro nos campos de síntese de voz, reconhecimento de caracteres, reconhecimento de fala e teclados eletrônicos. Suas previsões sobre a evolução tecnológica se provaram em grande parte acertadas. Atualmente, Kurzweil trabalha no Google onde pretende "criar uma inteligência artificial realmente usável que nos fará mais inteligentes"
Filho de pais Judeus que emigraram da Áustria pouco antes do início da Segunda guerra mundial, logo aos cinco anos de idade Ray descobriu que queria ser inventor. Em 1960, aos doze anos ele começou a se envolver com computadores e aos quatorze escreve um artigo detalhando sua teoria do neocortex. Seu tio, que trabalhava no Bell labs, ensinou-o o básico da ciência da computação e em 1963, aos quinze anos, ele escreveu seu primeiro programa que era capaz de analisar e reconhecer padrões no trabalho de compositores de música clássica e então sintetizava canções próprias com estilo similar. Em 1965, ele mostrou seu trabalho no programa I've Got a Secret da CBS, mais tarde no mesmo ano, ele ganhou o prêmio da International Science Fair for the invention  e algum tempo depois foi condecorado pessoalmente pelo presidente Lyndon B. Johnson em uma cerimônia na Casa Branca.
Em 1970, Ray obteve o diploma de bacharel em Ciências da Computação e Literatura. Em 1974, fundou a Kurzweil Computer Products Inc e liderou o desenvolvimento do primeiro  sistema óptico de reconhecimento de caracteres. Em 1982, após uma série de encontros com Stevie Wonder, Kurzwiel se inspira para criar uma nova geração de sintetizadores  capaz de duplicar com precisão instrumentos reais. Alguns anos depois, em 1985, o Kurzweil K250 estava disponível, fruto da empresa Kurzeil Music Systems fundada no anterior.
Em 2012, Kurzweill foi contratado pessoalmente pelo co-fundador do Google, Larry Page , "para trabalhar em novos projetos envolvimento aprendizagem de máquina e processamento de linguagem". Tanto Larry quanto Ray concordam que a descrição do trabalho pode ser simplificada para: "Trazer o entendimento da linguagem natural para o Google".

## Conteúdo
Ao todo o livro possui 400 páginas repletas de reflexões sobre eventos passados na história com um ponto de vista que prima pela evolução tecnológica fundamentada na lei dos retornos acelerados.
Logo após o índice do livro, na 'Nota do Autor', Ray deixa claro  que qualquer uma das partes do livro pode ser lidas separadamente na ordem que o leitor escolher, mesmo ele indicando que ordem que escolheu é a apresentada no índice. Mesmo assim, Kurzweil garante 'qualquer ambiguidade remanescente será solucionada, e será como se você sempre tivesse tido a intenção de ler o livro na ordem que você escolheu'

### Estrutura da Obra
A Era das Máquinas Espirituais está organizado em 12 capítulos distribuídos em três parte, nos quais Kurzweil aprofunda vários aspectos referidos no livro.
Na Parte Um, Sondando o Passado, Ray joga uma luz sobre acontecimentos passados buscando entende-los de forma sistemática. Ela é composta por cinco capítulos:
1. A lei do Tempo e do Caos
2. A inteligência da Evolução
3. Sobre a Mente de Máquinas
4. Uma Nova Forma de Inteligência na Terra
5. Contexto e Conhecimento

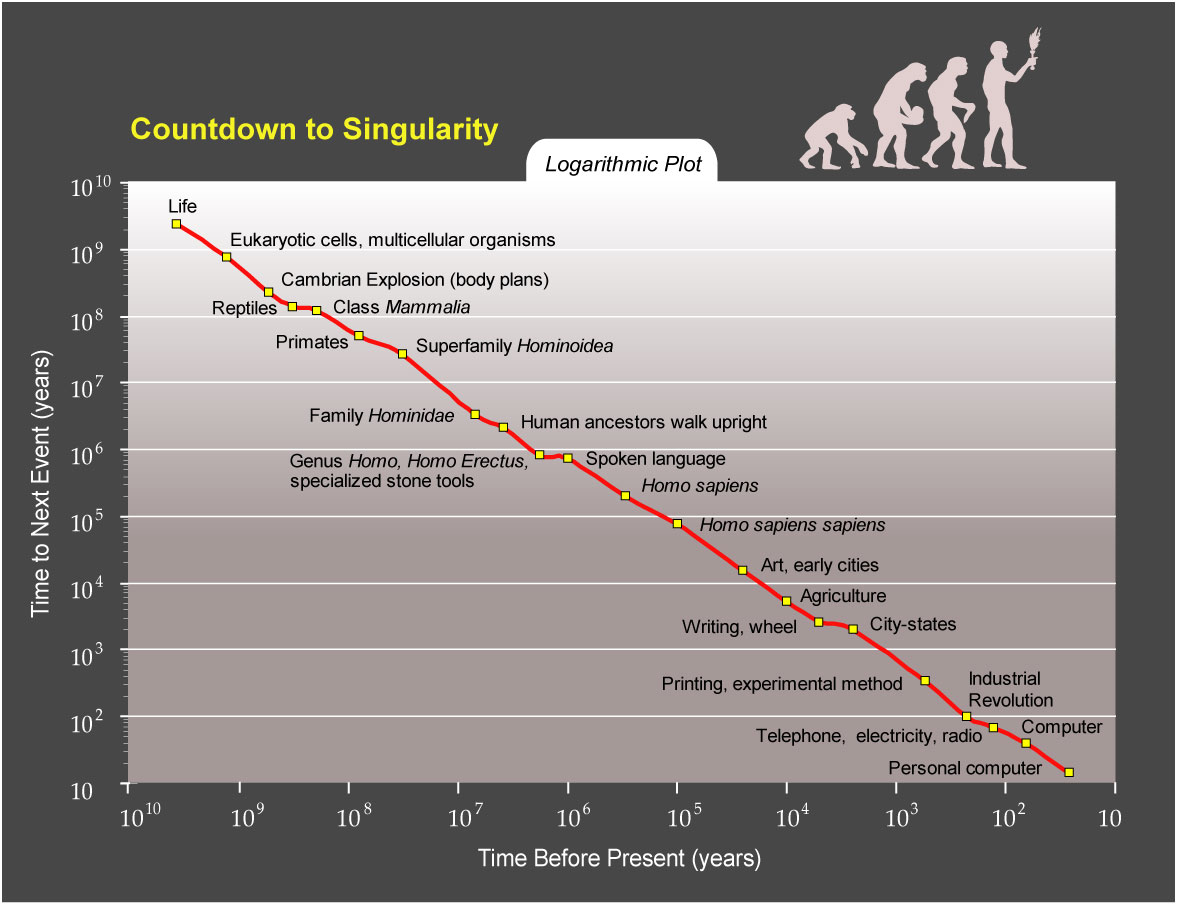
Diminuição exponencial do tempo entre eventos-chave na história humana, evidência da lei dos retornos acelerados. Por Kurzweil

Na Parte Dois, Preparando o Presente, o estado da arte tecnológico na época em que livro foi escrito é apresentado ao leitor. Esta parte é composta de três capítulos:
1. Construindo Novos Cérebros...
2. ...E Corpos
3. 1999

Na Parte Três, Encarando o Futuro, o autor leva o leitor para uma viagem pelo futuro década por década, mostrando-o os estágios da evolução tecnológicas. Ela é composta por 4 capítulos:
1. 2009
2. 2019
3. 2029
4. 2099

### Teoria das mudanças aceleradas
Também referida como Lei dos Retornos Acelerados, esta lei se refere ao aumento na taxa de inovação tecnológica ao longo da história, e sua provável e  profunda aceleração no futuro próximo. Segundo Kurzweil, desde o surgimento da vida, formas de vida mais complexas foram evoluindo exponencialmente na escala temporal. Como consequência dessa evolução biológica, o progresso técnico também evoluiu de forma exponencial e à medida que surgem formas mais eficazes para realizar uma tarefa é melhorada a própria forma de gerar técnicas.

### Previsões

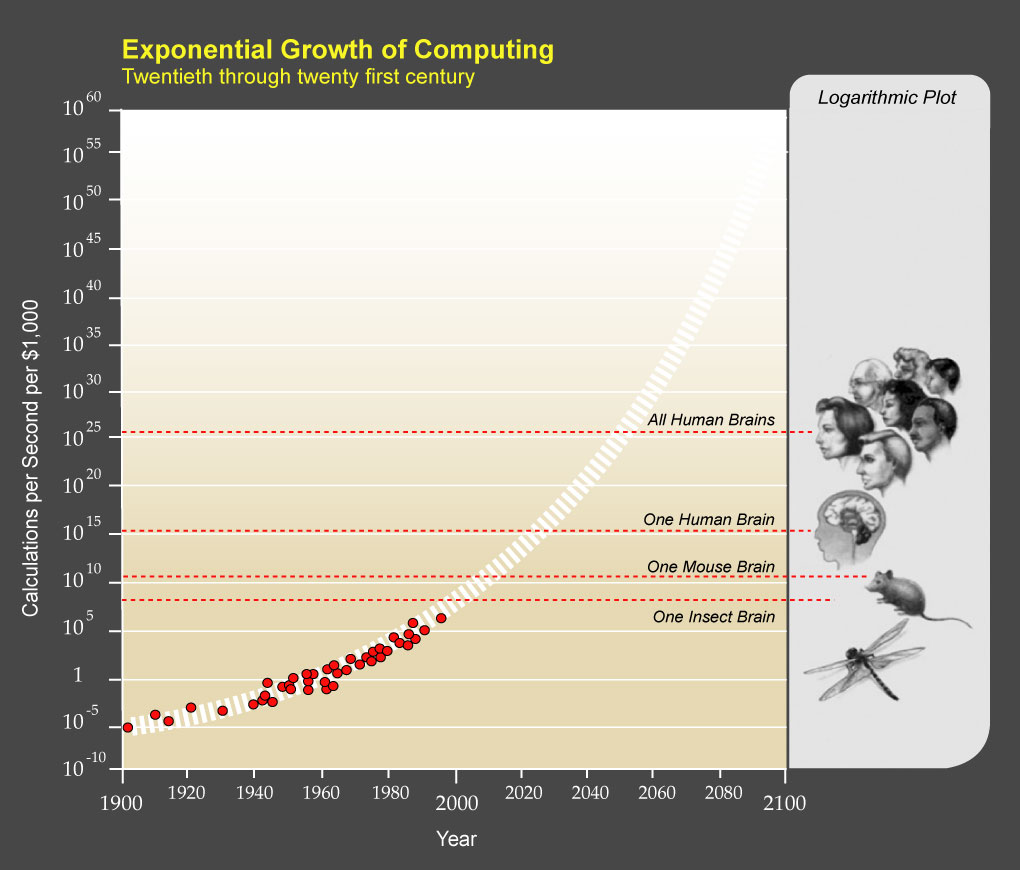
Crescimento da capacidade computacional de forma exonencial, Por Ray Kurzweil

Os quatro capítulos da terceira parte do livro são repletos de previsões. Cada um deles contém previsões referentes a uma certa época (2009,2019,2029 ou 2099). P
Ray escreve que em 2009 seria necessário um supercomputador para se chegar ao poder computacional de um cérebro humano, em 2019 uma máquina de U$ 4,000 realizaria o mesmo feito, enquanto em 2029 uma máquina de U$1,000 teria o poder de mil cérebros humanos. Outra previsão diz que a expectativa de vida vai passar dos 100 anos em 2019, chegará em 120 em 2029 e sera indefinida por volta de 2099, pois os humanos e as máquinas se fundirão.
Em Outubro de 2010, Kurzwiel publica um arquivo PDF com sua auto análise das previsões que fez nos livros 'A era das Máquina Inteligentes', 'A era das Máquinas espirituais' e 'The singularity is Near'. Segundo o documento, intitulado 'How my Predicitions Are Faring', Ray clama ter acertado em cheio 115 predições, diz que 12 estavam essencialmente corretas, 17 estavam parcialmente corretas e apenas 3 estava erradas. Quando se contabiliza um total de 147 previsões e se considera como correta as parciais, essencialemente e totalmente, chega-se 86% de acerto.
Organizando-se os eventos passados destacados por Kurzweil  e anotando-se suas previsões.
| 2009                           | Um computador pessoal de $1,000 pode realizar cerca de um trilhão de cálculos por segundo. |
|                                | Computadores com telas de alta resolução estarão disponíveis em vários tamanhos, de pequenos o suficiente para incorporar em roupas até a espessura de um livro fino. |
|                                | Cabos começam a desaparecer. |
|                                | A maioria dos texto é criada usando reconhecimento de voz contínuo. |
|                                | Maioria das transações de negócio são realizadas entre um humano e uma entidade virtual. |
|                                | Materiais didáticos inteligente surgem como um meio de aprendizado comum. |
|                                | Máquina de bolso capazes de serão capazes de ler para deficientes visuais, máquina de escutar (voz-para-texto) para os deficientes auditivos e geradores de voz para mudos estarão disponíveis, redefinindo conceitos de deficiência. |
|                                | Telefones capazes de traduzir em tempo real estarão disponíveis |
|                                | Retornos acelerados dos avanços na tecnologia da computação resultarão na expansão na economia. Deflação de preço, que é uma realidade da computação durante o século vinte, é agora uma realidade fora do campo da computação. A razão para isto é a que virtualmente todo o setor econômico está profundamente afetado pela acelerada melhoria do preço e performance da computação. |
|                                | Músicos humanos rotineiramente trocam experiências musicais. |
|                                | Tratamento baseados em bioengenharia para câncer e doenças cardíacas irão reduzir drasticamente a morte por estas doenças. |
|                                | O movimento Neo-Ludista está crescendo |
| 2019                           | Um computador de $1,000 (em dólares estados unidense de 1999) é agora aproximadamente igual a habilidade computacional do cérebro humano. |
|                                | Computadores agora estão invisíveis e embarcados em qualquer lugar - paredes, mesas, cadeiras, jóias... corpos |
|                                | Telas com realidade virtual tridimensional, embarcadas em óculos e lentes de contato, bem como lentes audíveis, são agora utilizados rotineiramente como interfaces para comunicação com outras pessoas, computadores, a internet e realidade virtual |
|                                | Maior parte da interação com computadores é bilateral e através de gestos e linguagem natural. |
|                                | Máquinas de nanoengenharia estão começando a ser aplicadas na manufatura e aplicações de controle de processo. |
|                                | Dispositivos em alta-resolução, com estímulos audiovisuais em três dimensões e representações táteis permitem pessoas fazer quase qualquer coisa com qualquer pessoa, independentemente da distância. |
|                                | Livros em papel e documentos físicos são raramente utilizados. E quase todo aprendizado é feito através de softwares de ensino que simulam professores. |
|                                | Pessoas cegas utilizam rotineiramente sistemas de leitura/navegação são montados em óculos. Surdo leem o que os outros falam através de suas lentes. Paraplégicos e algumas pessoas tetraplégicas poderão andar e subir escadas através de uma combinação de estimulação de nervos via computador e exoesqueletos robóticos.                                                           |
|                                | A vasta maioria das transações envolvem um simulacro de pessoa |
|                                | Sistemas de direção automatizada agora estão instaladas na maioria das estradas |
|                                | Pessoas começam a se relacionar com pessoas automatizadas e as usam como companheiras, professoras, cuidadoras e amantes. |
|                                | Artista visuais, com suas próprias reputações estão agora surgindo em todas as artes |
|                                | Há computadores passando no teste de Turing, apesar destes teste não atendam os critérios impostos por observadores especialistas. |
| Muitos milênios no futuro. . . | Seres inteligente consideram o destino de todo o Universo |

### Recepção

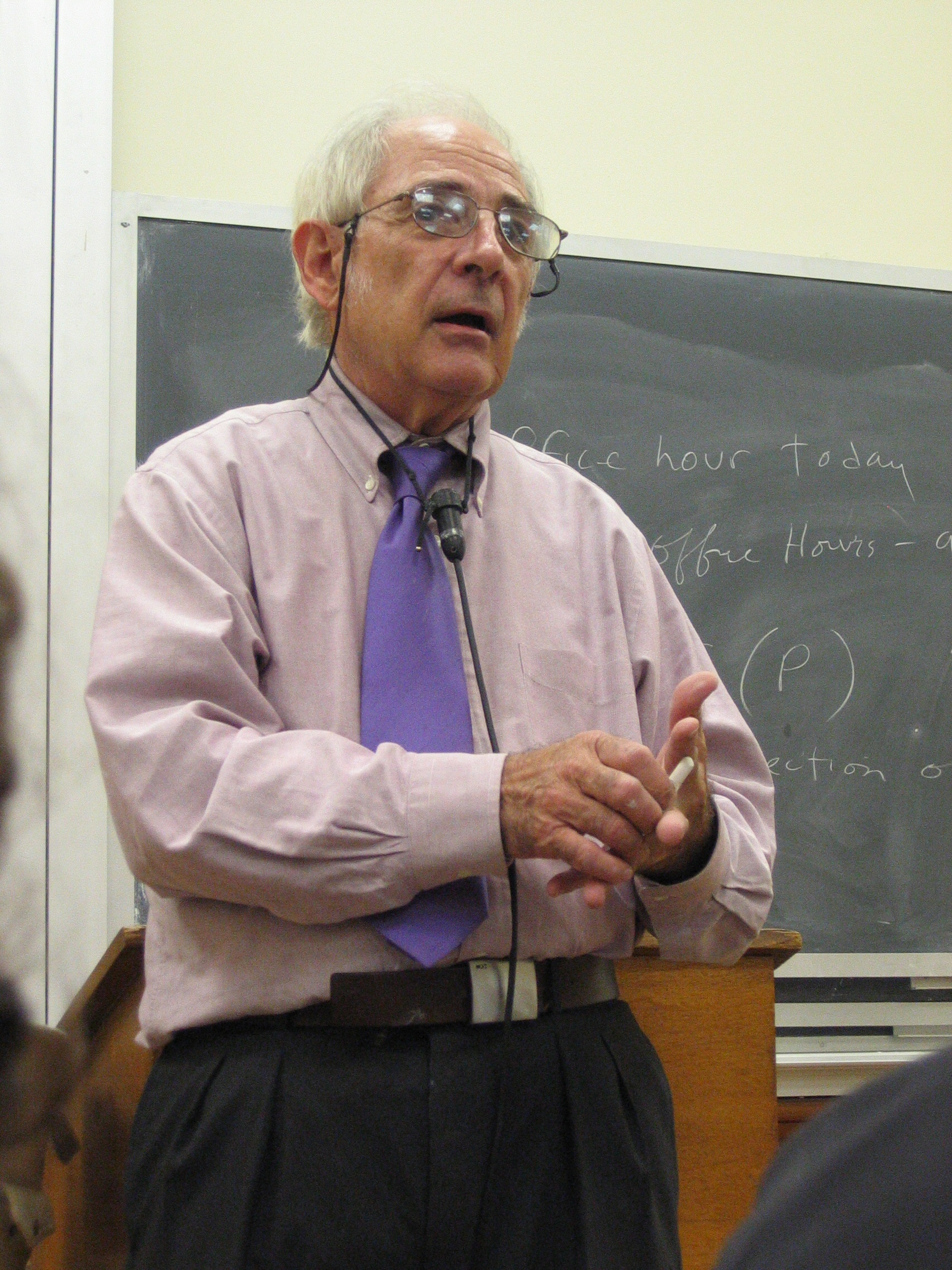
John Searle, opositor da ideia de consciente em máquina defendida por Ray Kurzweil

Em 2012, Alex Knapp, colunista de tecnologia da Forbes, escreveu um artigo contestando a acurácia das predições de Kurzweill para o ano de 2009. Nele Alex escolhe 12 predições e as analisa, chegando a conclusão de que apenas uma estava completamente correta, quatro estavam parcialmente corretas e as restantes estavam erradas. Partindo disso Knapp afirma que Ray teve uma taxa de acerto de 25%. Logo em seguida Kurzeil entrou em contato com o colunista e divulgou sua resposta, na qual ataca os métodos de análise de Knapp e seus números. Segundo Ray a taxa de acerto é de 86%, para tal ele lembra que fez 147 predições e diz 115 estão completamente corretas, 8 estão essencialmente corretas.
John Searle, renomado  filósofo e escritor norte-americano, professor da Universidade de Berkeley, é um crítico das ideias de Kurzweil. Segundo Searle, Kurzwil confude um computador com que parece ser consciente com um computador que realmente é. Para provar seu ponto, Searle usa o computador Deep Blue que derrotou o campeão mundial de xadrez, Garry Kasparov, em 1997. Enquanto Kurzwiel acha que Deep blue é um bom exemplo de como os computadores começaram a superar a inteligência humana, Searle reforça que o método empregado por DB para buscar a melhor jogada difere muito da forma que os seres humanos pensam. Para exemplificar ele utiliza o famoso argumento do quarto chinês para dizer que DB, apesar de fornecer respostas adequadas, não estava de fato pensando. "